# Синіакоб (Бістріца-Несеуд)
Синіакоб (рум. Sâniacob) — село у повіті Бистриця-Несеуд в Румунії. Входить до складу комуни Лекінца.
Село розташоване на відстані 322 км на північний захід від Бухареста, 17 км на південний захід від Бистриці, 61 км на північний схід від Клуж-Напоки.

## Населення
За даними перепису населення 2002 року у селі проживали 254 особи, з них 251 особа (98,8%) румунів. Рідною мовою 252 особи (99,2%) назвали румунську.